# Клаудіус Дорньє
Клод Оноре Дезіре (Клаудіус) Дорньє (фр. Claude Honoré Desiré (Claudius) Dornier; 14 травня 1884, Кемптен, Німецька імперія — 5 грудня 1969, Цуг, Швейцарія) — німецький авіаконструктор, власник авіабудівної фірми, лідер воєнної економіки.

## Біографія
Народився в змішаній родині: батько — француз, мати — німкеня. Закінчив Вище технічне училище в Мюнхені (1907), доктор технічних наук. 2 листопада 1910 року вступив на роботу в авіабудівну фірму «Luftschiffbau Zeppelin GmbH». У грудні 1914 року заснував власне невелике конструкторське бюро, яке розмістилося біля Зеемооса. У січні 1917 року бюро Дорньє отримало статус самостійної фірми в складі концерну Цепеліна. Після закінчення Першої світової війни і заборони Німеччині будувати літаки Дорньє поїхав в Італію, де з 1921 року також займався конструюванням літаків. У 1923 року заснував на основі старого заводу «Цепеліна» власну фірму «Dornier Metallbauten GmbH» в Манцеллі (пізніше переведена у Вільгельмсгафен). Також розгорнув виробництво літаків на заводах в Альтенгаймі (Швейцарія), Пізі (Італія), Кобе (Японія), Папендрехті (Нідерланди). На заводах Дорньє, які виробляли цивільні літаки для «Люфтганзи» і бомбардувальники для люфтваффе, були розроблені й запущені у виробництво літаки серії Do. У 1940 році вступив у НСДАП, керівник відділу авіабудування в економічній групі «Авіаційна промисловість». До самої смерті був членом Німецької академії авіаційних досліджень. Після війни успішно пройшов процес денацифікації й продовжував займатися авіабудуванням; президент Федерального союзу німецької авіабудівної промисловості, хоча практично завжди жив у Швейцарії та Іспанії.

## Нагороди
- Почесний доктор Вищих технічних училищ Штутгарта (1924) і Мюнхена (1931)
- Почесний громадянин міста Фрідріхсгафен (1934)
- Медаль Лілієнталя (1938)
- Хрест Воєнних заслуг 2-го і 1-го класу
- Почесний професор (1942)
- Золотий почесний знак Асоціації німецьких інженерів (1956)
- Орден «За заслуги перед Федеративною Республікою Німеччина»
  - командорський хрест (1959)
  - великий офіцерський хрест (1964)
- Баварський орден «За заслуги» (1960)
- Золота медаль Рудольфа Дізеля (1961)
- Орден «За заслуги перед землею Баден-Вюртемберг» (1969)